# 室津半島

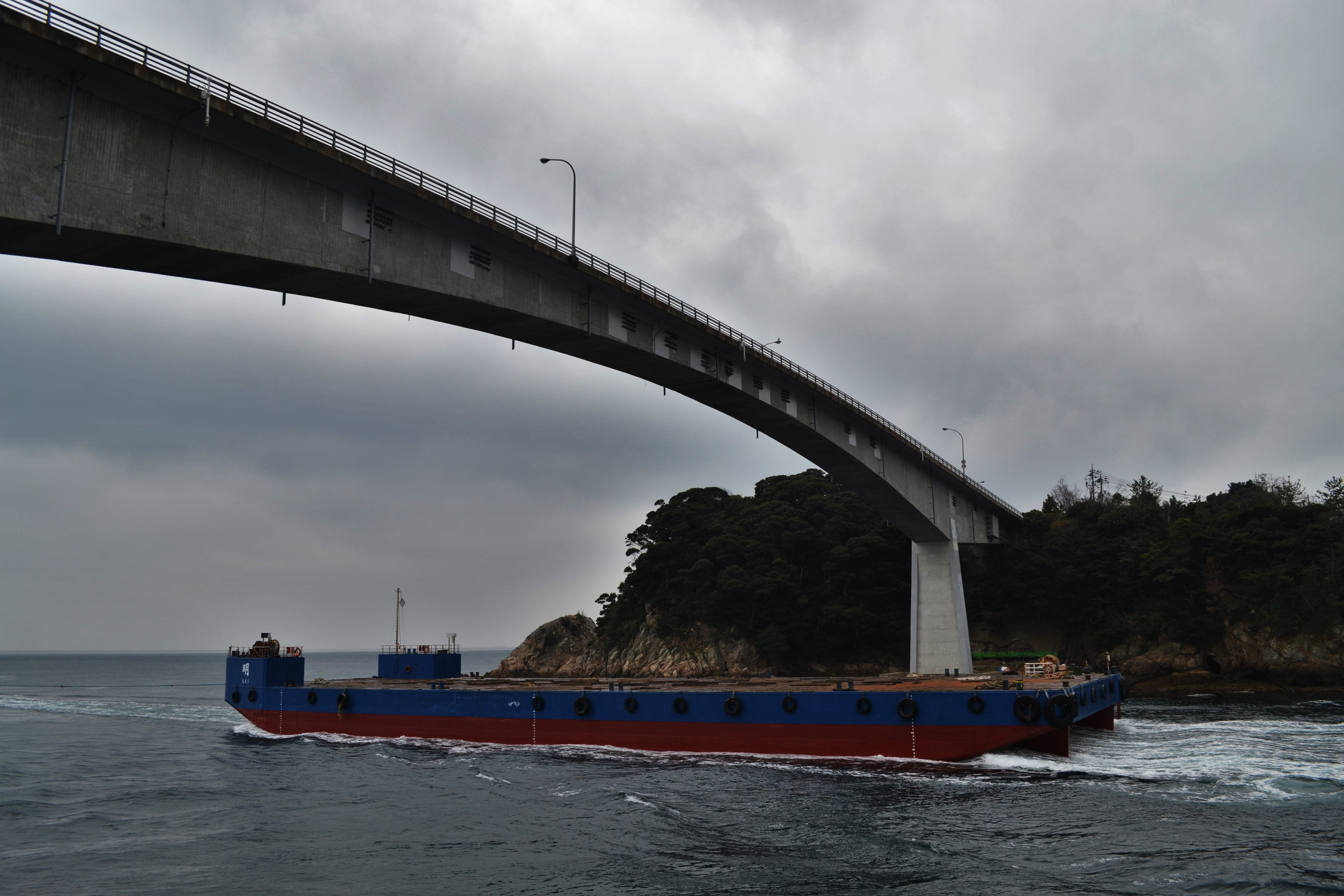
上関大橋

室津半島（むろつはんとう）は、山口県の南東部、瀬戸内海の周防灘に突出した半島である。熊毛半島（くまげはんとう）ともいう。

## 地理
広島湾に面する東側が柳井市に、周防灘に面する西側は北半分（根元）が平生町、南半分（先端部）は、上関大橋で結ばれた長島を含めて上関町に属する。半島の自治体である柳井市・上関町・平生町のほか、半島東側に位置する周防大島町を含めた1市3町が半島振興法に基づく半島振興対策実施地域の一つ「室津大島地域」として指定されている。
半島南端の室津と対岸の上関は中世以降は内航路の港町・風待ち港として繁栄した。現在は温暖な気候と斜面を利用したミカン栽培、沿岸では漁業が盛んである。南端の皇座山（標高526メートル）は瀬戸内海国立公園の特別地域に指定されている。

## 遺跡
縄文時代中期から弥生時代、古墳時代にかけての多くの遺跡が存在する。岩田遺跡は縄文時代後期のものとされ、約6000平方メートルを超える規模をもち瀬戸内海では最大級の広さである。室津半島の山嶺には、弥生時代後期の高地性集落であったとされる吹越遺跡がある。白鳥古墳は古墳時代中期の前方後円墳（全長120メートル）であり山口県で最大の規模である。

## 交通
半島の東岸（柳井市側）を県道柳井上関線が、西岸（平生町側）を県道光上関線が走り、共に半島の重要な交通となっている。